# Roberto Fortunato
Roberto Fortunato (* 12. Juni 1964 in Borgosesia) ist ein ehemaliger italienischer Radrennfahrer und Weltmeister im Radsport.

## Sportliche Laufbahn
Im Alter von vierzehn Jahren begann er mit dem Radsport, zunächst im Verein VC Alassio. Als Amateur wurde er zwölfmal Sieger bei Radrennen. 1987 gewann er den Titel im Mannschaftszeitfahren bei den UCI-Straßen-Weltmeisterschaften gemeinsam mit Eros Poli, Mario Scirea und Flavio Vanzella vor der Mannschaft der Sowjetunion. Der Titel war der größte Erfolg in seiner radsportlichen Karriere. 1987 gewann er auch eine Etappe des Giro delle Regione. Fortunato gehörte zum Kreis der Nationalmannschaftsfahrer, die sich auf die Olympischen Sommerspiele 1988 vorbereiteten. Nach einem Sturz, bei dem er sich eine Kniescheibe brach, beendete er aber 1992 nach einem erfolglosen Neubeginn seine Laufbahn. Er startete im Jahr des Weltmeistertitels für den Verein G.S. Passerini Gomme, in dem auch Weltmeisterkollege Eros Poli Mitglied war.